# Asiadodis yunnanensis
Asiadodis yunnanensis är en bönsyrseart som beskrevs av Wang och Liang 1995. Asiadodis yunnanensis ingår i släktet Asiadodis och familjen Mantidae. Inga underarter finns listade i Catalogue of Life.